# Ellen van den Berg
Ellen van den Berg is een Nederlands journalist, redacteur en docent.
Ellen van den Berg studeerde politieke wetenschappen aan de Universiteit van Amsterdam.
Tot 1999 was zij woordvoerder en communicatiemedewerker voor de gemeente Amsterdam. Vanaf 2006 werkte ze enkele jaren als researcher voor het programma NCRV Dokument. Als journalist werkte Van den Berg ook voor de VPRO en maakte zij documentaires voor 2Doc en het documentaireprogramma Radiodoc van de NTR. Tussen 2015 en 2020 was zij docent audiovisuele journalistiek aan de Hogeschool Windesheim. Aansluitend was zij onderzoeksjournalist voor de radio 1-programma's Argos, Bureau Buitenland en Brandpunt Reporter. Sinds 2023 is zij naast onderzoeksjournalist ook podcastmaker en docent journalistiek en werkt zij voor de VPRO en HUMAN.
In 2010 maakte Van den Berg een programma over de mogelijke gevolgen van een melding van kindermishandeling. In 2021 besteedde zij met Barbara Schreuders in Blauwe plekken verklaren nogmaals aandacht aan de diagnostiek van kindermishandeling.

## Erkenning
Haar radio-uitzending Kindermishandeling, tussen gerucht en feit die ze maakte voor het programma Argos, werd in 2010 bekroond met de journalistieke prijs De Tegel in de categorie Nieuws Radio. Het programma behandelde de gevolgen voor ouders/verzorgers van een verkeerde diagnostiek.
Haar gesprek op Radio 1 met Beatrice de Graaf en haar advocaat Christiaan Alberdingk Thijm en over wetenschappelijke integriteit werd genomineerd voor De Tegel 2022.

## Prijzen
- De Tegel 2010